# 天下四聚
天下四聚是中国清代关于四个最重要的商业中心城市的流行的说法。它们是
- 位于华北的北京
- 位于华南的佛山
- 位于华东的苏州
- 位于华西的汉口